# Siamspinops spinosissimus
Siamspinops spinosissimus là một loài nhện trong họ Selenopidae.
Loài này thuộc chi Siamspinops. Siamspinops spinosissimus được miêu tả năm 209 bởi P. Dankittipakul & J. A. Corronca.